# Mandy Winter
Mandy Winter (bürgerlich Birgit Winter, * 25. September 1968 in Sulzbach-Rosenberg) ist eine deutsche Sängerin.

## Leben und Werk
Winter wuchs mit ihren Eltern Brigitte und Manfred Winter im Münchner Viertel Fasanerie-Nord auf. Sie besuchte das Sophie-Scholl-Gymnasium. Mit dem Antidrogen-Lied Julian hatte sie ihren größten Erfolg. Es war ab dem 16. November 1987 für 23 Wochen in den deutschen Single-Charts und schaffte es bis auf Platz 13. Über die Grenzen Deutschlands hinaus war das Lied noch erfolgreicher und erreichte in der Schweiz Platz 3. Mit Two Lovers und der Single The Age of Romance folgten zwei weitere Charthits, die allerdings auf Deutschland beschränkt blieben.
Mit dem Titelsong He’s a Man zur Fernsehserie Peter Strohm war Mandy Winter 1989 in den deutschen Singlecharts und in den österreichischen Austria Top 40 erfolgreich. Nach diversen weiteren Veröffentlichungen, die nicht mehr den Erfolg von Julian und Two Lovers erreichten, zog sie sich aus dem Showgeschäft zurück. 1992 konnte Mandy Winter noch einen kleinen Erfolg mit Captain Nemo verbuchen, der in die Top 100 der Radiocharts in Deutschland kam. Danach arbeitete sie als Visagistin und Stylistin und war Inhaberin eines Modegeschäfts.
2010 erschien nach langer Zeit wieder ein neues Album, Weihnachten auf Sylt – Christmas on Sylt, mit elf klassischen Weihnachtsliedern und zwei neuen Songs.

## Diskografie

### Alben
- 1988: Julian (EMI)
- 1989: The Age of Romance (Phonogram)
- 1990: Train of Thoughts (Phonogram)
- 2010: Weihnachten auf Sylt – Christmas on Sylt (MRM)
- 2022: My Star (DA-Records)

### Singles und Maxis
- 1987: Julian (EMI Electrola)
- 1988: Two Lovers (EMI Electrola)
- 1988: The Fire Still Burns (EMI Electrola)
- 1989: The Age of Romance (Mercury Records)
- 1989: Light Come and Light Go (Mercury Records)
- 1989: He’s a Man (Mercury Records)
- 1990: Welcome to Heaven (Mercury Records)
- 1990: Children of the Future (Mercury Records)
- 1990: It Don’t Matter (Phonogram)
- 1992: Captain Nemo (WEA Music)
- 1994: Heija (BMG Ariola)

## Auszeichnungen
RSH-Gold
- 1990: in der Kategorie „Deutschproduktion Weiblich“